# عناكب طويلة الفك
عناكب طويلة الفك أو طبروسيات أو نساج الكرة طويل الفك (الاسم العلمي: Tetragnathidae)، فصيلة دويبات من العناكب. وصفت أول مرة من قبل أنتون منج في عام 1866. تضم 48 جنسًا و1162 نوعًا.